# Чикаго (бронепалубен крайцер, 1885)
Вижте пояснителната страница за други значения на Чикаго.
Чикаго (на английски: USS Chicago, по-късно CA-14, CL-14, IX-5) е бронепалубен крайцер на ВМС на САЩ. Първият кораб носещ името на града Чикаго във флота.
Построен е от John Roach and Sons в град Честър, (щата Пенсилвания). Спуснат на вода на 5 декември 1885 г. Влиза в състава на флота на 17 април 1889 г., с командир на кораба – кептън Робсон (на английски: H. B. Robeson).
Поради бързото развитие на корабостроенето в епохата на промишлената революция кораба още с построяването си е вече морално остарял.

## История на службата[1]
На 7 декември 1889 г. отплава от Бостън, и пристига в Лисабон на 21 декември. Служи в европейските води и Средиземно море като флагман на Маневрената ескадра. На 31 май 1890 г. посещава Фуншал (Мадейра), а след това пристанища в Бразилия и Източна Индия. Връщането му в Ню Йорк е на 29 юли.
До 1893 г. действа на атлантическото крайбрежие на двете Америки и в Карибско море като флагман на Маневрената ескадра, а след това като флагман на Северно-атлантическата ескадра. Април взема участие в международния военноморски преглед в Хемптън Роудс. На 18 юни 1893 г. отплава от Ню Йорк, за да се насочи и стане флагман на Европейската станция. Завръщането в Ню Йорк е на 20 март 1895 г., изваден е от състава на флота на 1 май.
При модернизацията са сменени машините, преминава превъоръжение: 203 mm оръдия остават, останалите са заменени на 14 × 127 mm/40. Стандартната водоизместимост е доведена до 5000 t.
Повторно е приет във флота на 1 декември 1898 г. Прави кратък поход в Карибско море. На 18 април 1899 г. пристига на Европейската станция. Завръща се в Ню Йорк На 27 септември и участва в морския парад на 2 октомври. На 25 ноември отплава от Ню Йорк в дълговременно крайцерство като флагман на Южно-атлантическата ескадра. В поход е до началото на юли 1901 г., след това служи като флагман на Европейската станция.
В състава на ескадрата плава в северно-европейските, средиземноморските и карибските води до 1 август 1903 г., след което пристига в Ойстер Бей, щат Ню Йорк, за президентския преглед.
От 3 януари 1903 до 15 август 1904 г. „Чикаго“ не е в бойния флот, намирайки се на ремонт в Бостън. След това действа по североизтоното крайбрежие на САЩ, а на 17 ноември 1904 г. отплава от Нюпорт Нюз (Вирджиния) към Валпарайсо, Чили, където пристига на 28 декември. Там на 1 януари 1905 г. сменя „Ню Йорк“ (ACR-2) като флагман на Тихоокеанската станция. Следващите 3 години плава по Западното крайбрежие и Хавайте.
На 8 януари 1908 г. излиза от пристанището на Сан Диего с назначение към източното крайбрежие, в май се присъединява към учебната ескадра на Военноморската Академия на САЩ, с която плава лятото до 27 август. След това е изваден в резерва. Отново е на активна служба от следващото лято (14 май – 28 август 1909 г.), действа по Източното крайбрежие, а след това се насочва към Анаполис (Мериленд). На 4 януари напуска Академията, пристига в Бостън на 23 януари. След това е зачислен в резерва, към морското опълчение на Масачузетс до 12 април 1916 г., а след това и на Пенсилвания от 26 април 1916 г. до април 1917.
Превъоръжен: 8 × 127 mm/40, 6 × 102 mm/40.
На 6 април 1917 г. във Филаделфия кораба е върнат в бойните части и става флагман на подводните сили на Атлантическия флот на САЩ. На 10 юли 1919 г. напуска Ню Йорк и оглавява 2-ри крайцерски дивизион в Тихия океан. На 17 юли 1920 г. му е присвоено обозначението CA-14.
През 1921 г. е прекласифициран, присвоено е обозначението CL-14. От декември 1919 до септември 1923 г. служи в 14-и дивизион на подводните лодки и тендер (плаваща база за подводници) за подводници в базата Пърл Харбър.
Изваден е от състава на флота на 30 септември 1923 г. в Пърл Харбър. До 1935 г. се използва като плаваща казарма там. На 16 юли 1928 г. е преименуван на „Алтън“, с обозначение IX-5. На 15 май 1936 г. е продаден за скрап. Юли 1936 г. „Алтън“ потъва в Тихия океан, при буксировка от Хонолулу към Сан Франциско.

## Коментари
1. ↑  Въоръжението е към момента на влизане в строй.
2. ↑  Префиксът „USS“ е от на английски: United States Ship (Кораб на Съединените щати).
3. ↑  Буквите показват принадлежността на кораба към съответен клас: ВВ – линкор, СС, CL, СА – съответно линеен, лек или тежък крайцер, CV – самолетоносач, DD – разрушител, SS – подводница и т.н.